# درختی که دارنده خودش است

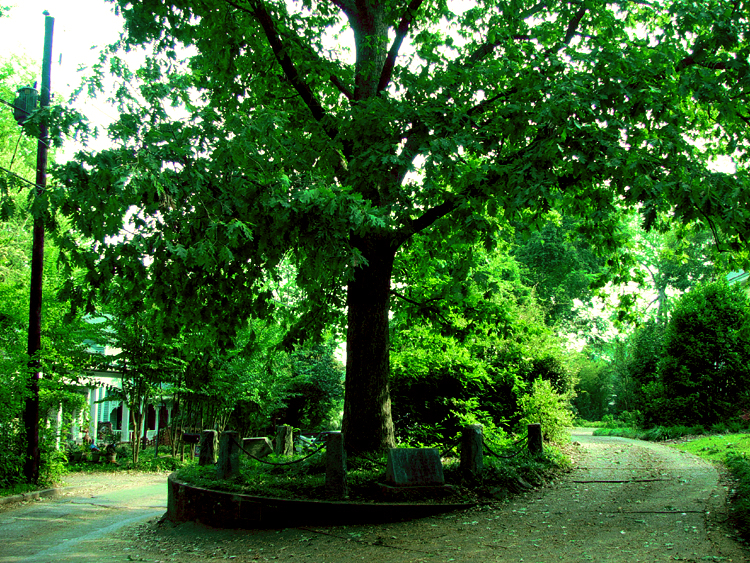
فرزند درختی که مالک خودش است، ۲۰۰۵.

درختی که دارنده خودش است (به انگلیسی: Tree That Owns Itself)، نام درخت بلوط سفیدی است که بنا بر باوری افسانه‌ای گفته می‌شود مالکیت خود و زمین اطرافش به شعاع ۸ فوت (۲٫۴ متر) را دارد. این درخت را که با نام بلوط جکسون نیز شناخته می‌شود در تقاطع خیابان‌های سوت فینلی و دیرینگ در شهر آتن، جورجیا در ایالات متحده آمریکا قرار دارد. درخت اصلی در سال ۱۹۴۲ سقوط کرد و درخت فعلی از دانه آن در همان سبز شده‌است. این درخت را با نام فرزند درختی که دارنده خودش بود نیز می‌شناسند. از این دو درخت در نشریات بسیاری نام برده شده و مکان فعلی آن در زمین‌های عمومی است.

## داستان درخت
قدیمی‌ترین نشریه که داستان درخت در آن آمده در صفحه اول «بنر هفتگی آتن» در ۱۲ اوت ۱۸۹۰ چاپ شده و گفته که درخت در املاک کلنل ویلیام هنری جکسون (William Henry Jackson) قرار داشته که فرزند جیمز جکسون (یک انقلابی و نماینده کنگره آمریکا) و پدر فرزندی با همان نام جیمز جکسون (نماینده کنگره آمریکا) بوده‌است. گویا کلنل جکسون در کودکی خاطراتی از درخت مذکور داشته و به همین دلیل برای محافظت از درخت، سندی برای درخت و زمین اطرافش با نام خود درخت تهیه می‌کند که در بین سال‌های ۱۸۲۰ تا ۱۸۳۲ بوده‌است. آشکار نیست که داستان مقاله هفته‌نامه مزبور صحیح است یا نه چرا که در ۱۸۹۰ نوشته شده و افراد کمی از زمان سند درخت زنده بوده‌اند.
سند مزبور امروزه پیدا نشده و اگر هم واقعاً وجود داشته وجاهت قانونی ندارد چون طبق قوانین عمومی ایالات متحده طرف قرارداد باید ظرفیت قانونی قرار گرفتن در یک سوی سند را داشته باشد.
با این حال داستان درخت از سوی عموم مردم پذیرفته شده‌است.

## تاریخچه
تخمین زده می‌شود که درخت اصلی از میانه‌های سده شانزدهم تا اواخر سده هجدهم در محل مربوط بوده‌است و برخی آنرا بزرگترین درخت شهر آتن می‌دانسته‌اند.
در سال ۱۹۰۶ میلادی، بخشی از خاک اطراف درخت فرسوده شد و جرج فاستر پیبادی پول خرید خاک جدید، صفحه‌ای برای یادبود و زنجیری با هشت ستون گرانیتی برای اطراف درخت را پرداخت کرد. علی‌رغم این تلاش‌ها برای حفظ درخت، پوسیدگی آن شدید بوده و سرمای سال ۱۹۰۷ آن را ضعیف کرد.
درخت اصلی در ۹ اکتبر ۱۹۴۲ پس از دوره طولانی ضعف و کج شدن بالاخره سقوط کرد. مردم محلی از وضع آن باخبر بودند و یکی از دانه‌های بلوط خود درخت را در جای آن کاشتند. درخت اصلی در هنگام سقوط بیش از ۱۰۰ فوت (۳۰ متر) بلند بود و عمر آن بین ۱۵۰ تا ۴۰۰ سال تخمین زده می‌شد.

## فرزند درختی که دارنده خودش است
پس از افتادن درخت اصلی، چهار سال جای آن خالی بود. چند تن از مردم شهر دانه‌های بلوط درخت اصلی را کاشته بودند و قرار شد یکی را به عنوان جایگزین در مکان درخت اصلی بکارند. یکی از آنها را که پنج فوت (۱٫۵ متر) بلندی داشت و در حیاط خانه کاپیتان جک واتسون بود به عنوان کاندید انتخاب کردند و جابجایی درخت با نظارت روی بودن از کالج کشاورزی دانشگاه جورجیا انجام شد.

## لوح‌ها
در مکان درخت دو لوح سنگی قرار دارند که یکی از آنها بسیار قدیمی و فرسوده و دیگری کمی جدیدتر است. هر دوی این الواح سنگی شامل عباراتی از سند ویلیام اچ جکسون هستند که با کمی تفاوت، مالکیت درخت بر خودش و زمین اطرافش را بیان می‌کنند. متن این دو لوح سنگی چنین است:
FOR AND IN CONSIDERATION
OF THE GREAT LOVE I BEAR
THIS TREE AND THE GREAT DESIRE
I HAVE FOR ITS PROTECTION
FOR ALL TIME, I CONVEY ENTIRE
POSSESSION OF ITSELF AND
ALL LAND WITHIN EIGHT FEET
OF THE TREE ON ALL SIDES
WILLIAM H. JACKSON